# Eupalamus japonicus
Eupalamus japonicus är en stekelart som beskrevs av Tohru Uchida 1926. Eupalamus japonicus ingår i släktet Eupalamus och familjen brokparasitsteklar. Inga underarter finns listade i Catalogue of Life.